# Spleen

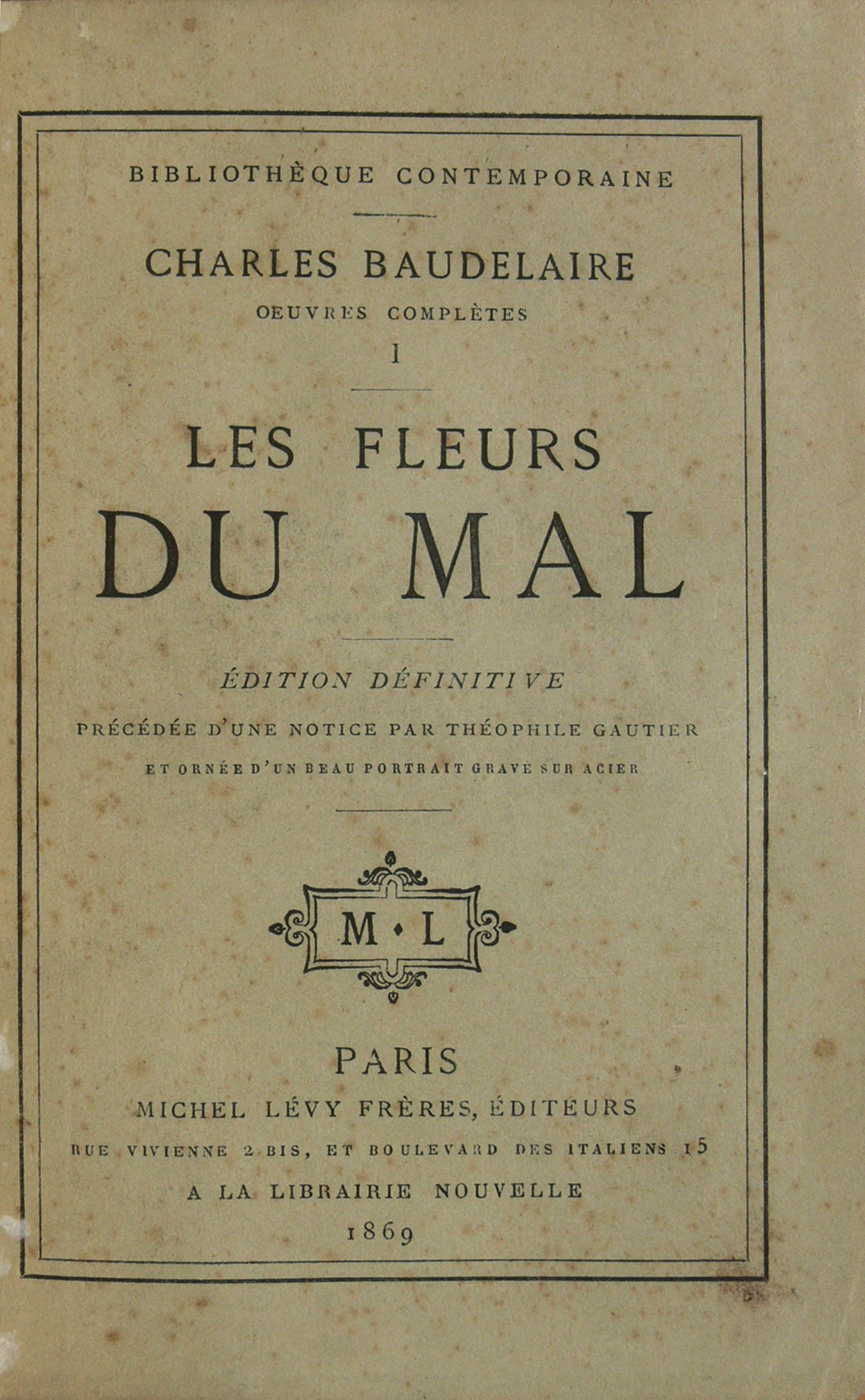
Les Fleurs du Mal (1869)

Spleen (Nederlands: miltzucht) is een moeilijk te concretiseren gevoel van onbehagen, van onbevredigd zijn en van hunkering naar iets anders van onbestemde aard. Deze literaire term betekent ongeveer hetzelfde als het Duitse ‘Weltschmerz‘ en is in de tijd van de romantiek algemeen ingeburgerd geraakt. Spleen is in het Engels de benaming voor de milt en stamt af van het Grieks. Soms wordt het woord op zijn Nederlands uitgesproken.
Het komt ook neer op het zich "lekker droevig" voelen of niet goed raad met zich weten. De teksten die vanuit deze toestand zijn geschreven worden ook wel spleen genoemd. De Franse Romantische schrijver Charles Baudelaire (1821 - 1867) heeft dit woord in de 19e eeuw populair gemaakt met zijn gedichtenbundel Les Fleurs du mal (waaronder Spleen I, II, III en IV). "Spleen" toont aan wat de Romantiek eigenlijk inhield.

## Nederlands gedicht uit 1954
Spleen
Ik zit mij voor het vensterglas
onnoemlijk te vervelen.
Ik wou dat ik twee hondjes was,
dan kon ik samen spelen.
Dit gedichtje verscheen in 1954 in de verzamelbundel Ongerijmde rijmen, samengesteld door Michel van der Plas, Het is een bewerking van een gedichtje zonder titel dat Godfried Bomans in 1947 in De Linie had gepubliceerd. Het grapje van de twee hondjes was in Europa algemeen bekend, zoals Jan Dirk Snel in 2013 aantoonde. Friedrich Torberg gebruikte het als laatste regel in de Ballade der großen Müdigkeit (in 1938 geschreven, maar pas in 1985 voor het eerst gepubliceerd) en Sigismund Radecki nam het kindermopje op in de bundel Das ABC des Lachens (1953).

## In popmuziek
- Spleen was begin jaren 80 een newwaveradioprogramma van de VPRO, gepresenteerd door Ignit van Kasteren.
- Spleen and Ideal is de titel van een muziekalbum van Dead Can Dance
- Spleen United
- Cow with spleen is een lied op het album Angst van de Nits
- Le Spleen n'est plus à la mode is een tekst uit het nummer 'Tout Oublier' van Angèle en Roméo Elvis